# Ulsan-Stadion
Das Ulsan-Stadion (kor. 울산종합운동장) ist ein Fußballstadion mit Leichtathletikanlage im Stadtteil Jung-gu der südkoreanischen Stadt Ulsan. Es wurde 2005 eröffnet und bietet 19.471 Sitzplätze.

## Geschichte
Das Ulsan-Stadion wurde an der Stelle des Ulsan-Gongseol-Stadion errichtet, das 1970 eröffnet und 2003 abgerissen worden war. Es war die Heimspielstätte des Fußballclubs Ulsan Hyundai, bevor dieser in das Ulsan-Munsu-Fußballstadion umzog. Der Verein nutzte die Anlage auch danach ab und an für Heimspiele. Zwischen 2005 und 2016 war das Stadion Heimspielstätte des Ulsan Hyundai Mipo Dockyard Dolphin FC. Seit 2019 wird die Sportanlage vom neugegründeten Halbprofiverein Ulsan Citizen FC genutzt. Das Ulsan-Stadion war einer der Austragungsorte der U-17-Fußball-Weltmeisterschaft 2007.

## Galerie

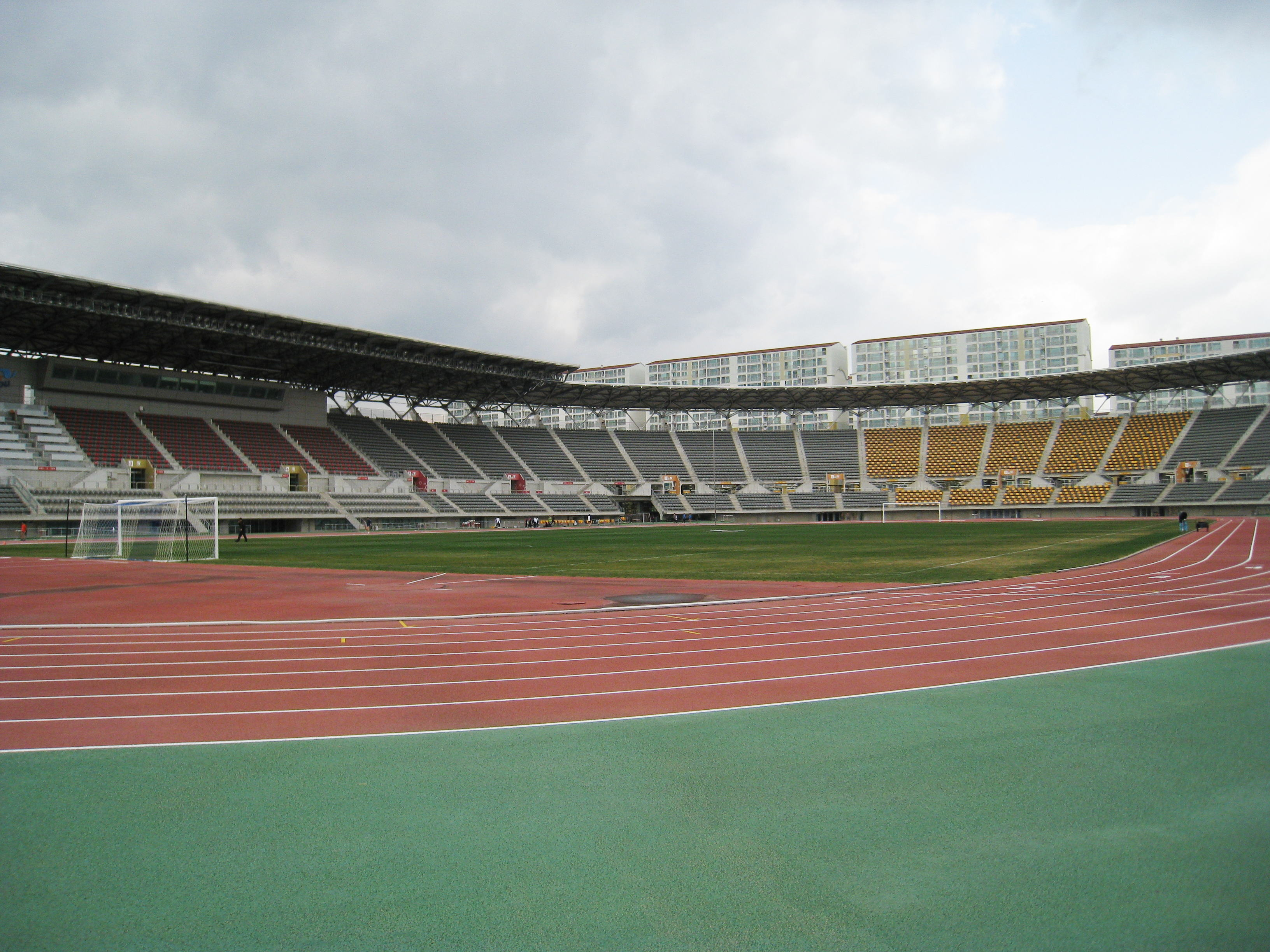
März 2009